# Hayward Gallery
Hayward Gallery je umělecká galerie nacházející se na jižním nábřeží Temže v Londýnském obvodu Southwark. Sousedí s některými dalšími budovami zaměřenými na umění – Royal Festival Hall, Queen Elizabeth Hall a Royal National Theatre.
Galerie byla otevřena 9. července 1968 a její masivní betonová budova je klasickým příkladem brutální architektury. Budovu navrhlo oddělení architektury a urbanistického projektování Greater London Council. Galerie byla pojmenována po Isaacu Haywardovi, bývalém čelném představiteli London County Council, předchůdci GLC.
Galerie pořádá dočasné výstavní akce a nevlastní žádné stálé sbírky. V letech 1968 až 1986 řídil galerii Arts Council of Great Britain, ale poté přešla její správa do působnosti South Bank Centre. Galerie je také základnou pro program národní putovní výstavy organizované Arts Council a od roku 2002 Arts Council Collection.
Galerie je zaměřena na vystavování děl současných autorů.
Ačkoli je galerie podporovaná z veřejných prostředků platí se zde vstupné ve výši cca 7,50 £.